# Brian Green (Leichtathlet)
Brian Green (Brian William Green; * 15. Mai 1941 in Ormskirk) ist ein ehemaliger britischer Sprinter.
1970 schied er bei den British Commonwealth Games in Edinburgh über 100 Meter im Halbfinale aus und gewann mit der englischen Mannschaft Bronze in der 4-mal-100-Meter-Staffel. Im Jahr darauf gelangte er bei den Europameisterschaften 1971 in Helsinki über 100 Meter ins Halbfinale und wurde mit der britischen 4-mal-100-Meter-Stafette Vierter.
Bei den Olympischen Spielen 1972 in München erreichte er über 100 Meter sowie in der 4-mal-100-Meter-Staffel das Halbfinale und über 200 Meter das Viertelfinale.
1973 wurde er bei den Halleneuropameisterschaften in Rotterdam Vierter über 60 Meter.
Bei den British Commonwealth Games 1974 in Christchurch scheiterte er über 100 und 200 Meter im Vorlauf und wurde mit der englischen 4-mal-100-Meter-Stafette Sechster. Vier Jahre später schied er bei den Commonwealth Games 1978 in Edmonton über 100 Meter im Viertelfinale aus und wurde mit der englischen 4-mal-100-Meter-Stafette erneut Sechster.
1971 wurde er Englischer Meister über 100 Meter und 1973 Englischer Hallenmeister über 60 Meter.

## Persönliche Bestzeiten
- 60 m (Halle): 6,71 s, 10. März 1973, Rotterdam (handgestoppt: 6,6 s, 10. Februar 1973, Madrid)
- 100 m: 10,33 s, 15. Juli 1972, London (handgestoppt: 10,1 s, 3. Juni 1972, Bratislava)
- 200 m: 20,84 s, 4. September 1971, München (handgestoppt: 20,7 s, 3. Juni 1972, Bratislava)